# Дубкова, Людмила Игоревна
Людми́ла И́горевна Дубко́ва (род. 27 февраля 1968) — российская легкоатлетка, специалистка по тройным прыжкам. Выступала за сборную России по лёгкой атлетике в 1990-х годах, обладательница серебряных медалей Игр доброй воли в Санкт-Петербурге, Всемирной Универсиады в Фукуоке, Кубка Европы в Мадриде, призёрка первенств всероссийского значения. Представляла Москву и Вооружённые силы. Мастер спорта России международного класса.

## Биография
Людмила Дубкова родилась 27 февраля 1968 года. Занималась лёгкой атлетикой в Краснодаре, выступала за добровольное спортивное общество «Буревестник». Впоследствии переехала на постоянное жительство в Москву, представляла Вооружённые силы.
Первого серьёзного успеха добилась в сезоне 1994 года, когда вошла в состав российской сборной и выступила на международном турнире в Будапеште, где в зачёте тройного прыжка превзошла всех соперниц. Позднее на чемпионате России в Санкт-Петербурге выиграла бронзовую медаль в той же дисциплине и установила свой личный рекорд — 14,31 метра. Благодаря череде успешных выступлений удостоилась права защищать честь страны на Играх доброй воли в Санкт-Петербурге — здесь прыгнула на 13,99 метра и завоевала серебряную награду, уступив только соотечественнице Анне Бирюковой.
В 1995 году среди прочего стала бронзовой призёркой на зимнем чемпионате России в Волгограде. Будучи студенткой, представляла страну на Всемирной Универсиаде в Фукуоке — в программе тройного прыжка показала результат в 13,87 метра и получила серебро, пропустив вперёд чешскую прыгунью Шарку Кашпаркову.
В 1996 году выиграла серебряную медаль на зимнем чемпионате России в Москве. На Кубке Европы в Мадриде заняла третье место в личном зачёте тройного прыжка и тем самым помогла соотечественницам стать серебряными призёрками женского командного зачёта.
На чемпионате России 1997 года в Туле была четвёртой.
В 1998 году стала четвёртой на зимнем чемпионате России в Москве, шестой на летнем чемпионате России в Москве.
В 1999 году на зимнем чемпионате России в Москве закрыла десятку сильнейших в тройном прыжке. По окончании сезона завершила спортивную карьеру.
За выдающиеся спортивные достижения удостоена почётного звания «Мастер спорта России международного класса».
Окончила Российский государственный университет физической культуры, спорта, молодёжи и туризма. Работала инструктором тренажёрного зала Life Fitness Academy в Москве.